# Fröken Frimans krig
Fröken Frimans krig (en inglés: Miss Friman's War), es una serie de televisión sueca transmitida desde el 27 de diciembre del 2013 hasta ahora, transmitida a través de SVT.
La serie en parte está basada en los eventos reales que ocurrieron alrededor de la cooperativa de comida femenina conocida como "Svenska Hem", la cual fue fundada mucho antes de que las mujeres tuvieran derecho a votar.
La serie ha contado con la participación invitada de actores como Henrik Norlén, Tobias Aspelin, Erik Johansson, Rolf Lassgård, Johan Berg, Johan H:son Kjellgren, Claes Hartelius, Per Svensson, entre otros...
La cuarta temporada fue estrenada en la Navidad del 2017.

## Historia
La serie sigue a un grupo de valientes mujeres que se enfrentan tanto a los actuales gobernantes masculinos y a una industria corrupta de comestibles. La comprensión es su estrategia y las latas de alimentos saludables son sus armas.
También sigue la conmovedora amistad entre las mujeres y su lucha por sus sueños, quienes abordan temas que son relevantes tanto hoy en día como lo fueron anteriormente: la demanda por alimentos, comida saludable y sin contaminar y la lucha por la igualdad de los derechos.
Frithiof Johannesson, uno de los hombres de la época se siente amenazado por Dagmar Friman y su comitiva y decide detenerlas por todos los medios.

## Personajes

### Personajes principales
| Actor               | Personaje            | Ocupación | No. de episodios | Duración        |
| ------------------- | -------------------- | --------- | ---------------- | --------------- |
| Sissela Kyle        | Dagmar Friman        | -         | 9                | 2013 - presente |
| Sofia Ledarp        | Kinna Boman          | -         | 9                | 2013 - presente |
| Frida Hallgren      | Lottie Friman        | -         | 9                | 2013 - presente |
| Maria Kulle         | Emmy Sjunnesson      | -         | 9                | 2013 - presente |
| Lena T. Hansson     | Alma Schlyter        | -         | 9                | 2013 - presente |
| Kristoffer Berglund | Jon Oskarsson        | -         | 9                | 2013 - presente |
| Ulla Skoog          | Rut Johannesson      | -         | 9                | 2013 - presente |
| Allan Svensson      | Frithiof Johannesson | -         | 9                | 2013 - presente |

### Personajes recurrentes
| Actor             | Personaje        | Ocupación | Nº de episodios | Duración    |
| ----------------- | ---------------- | --------- | --------------- | ----------- |
| Emelie Wallberg   | Tora Nilsson     | -         | 6               | 2013 - 2015 |
| Gustaf Hammarsten | Axel Friman      | -         | 6               | 2013 - 2015 |
| Edvin Ryding      | Gunnar Andersson | -         | 6               | 2013 - 2015 |
| Suzanne Ernrup    | Sra. Zander      | -         | 6               | 2013 - 2015 |
| Sofia Rönnegård   | Karin            | -         | 6               | 2013 - 2015 |

### Antiguos personajes recurrentes
| Actor          | Personaje      | Ocupación | Nº de episodios | Duración |
| -------------- | -------------- | --------- | --------------- | -------- |
| Magnus Krepper | Ernst Recke    | -         | 3               | 2015     |
| Ellen Mattsson | Tomasine Karle | -         | 3               | 2015     |

## Episodios
La primera temporada de la serie estuvo conformada por 3 episodios, la segunda y tercera temporadas también estuvieron conformadas por la misma cantidad de episodios.

## Producción
La serie es dirigida por Harald Hamrell y Mikael Hellström, cuenta con la escritora Pernilla Oljelund, está basado en parte en el libro "venska Hem – en passionerad affär" de Monika Björk y Eva Kaijser.
La producción está a cargo de Maria Nordenberg, mientras que la música está en manos de Niclas Frisk y la cinematografía es realizada por Jan Jonaeus y Henrik Gyllenskiöld.
La actriz Sissela Kyle interpreta a Dagmar Friman, la versión ficticia de la autora sueca Anna Whitlock y fundadora de la casa "Svenska Hem", así como una defensora de los derechos y la igualdad de género.
La serie es filmada en Estocolmo, Suecia. 
Cuenta con la compañía de producción "Sveriges Television (SVT)" y desde el 2013 es distribuida por "Yleisradio (YLE)" en la televisión de Finlandia.
La tercera temporada fue estrenada en Navidad del 2016.

### Emisión en otros países
| País      | Título                  | Cadena           | Fecha de Inicio | Fecha de Finalización |
| --------- | ----------------------- | ---------------- | --------------- | --------------------- |
| Eslovenia | -                       | -                | -               | -                     |
| Finlandia | Neiti Frimanin taistelu | Yleisradio (YLE) | 2013            | -                     |
| Irán      | -                       | -                | -               | -                     |
| México    | -                       | -                | -               | -                     |